# Чежегов, Михаил Викторович
Михаил Викторович Чежегов (2 июня 1898 Киев — 30 января 1965, Ленинград) — советский театральный режиссёр, театральный деятель, драматург, заслуженный деятель искусств РСФСР (1957). 

## Биография
Родился Михаил Чежегов 2 июня 1898 года в Киеве.
Трудовую деятельность режиссёром начинал работая в Ленинграде в Красном театре. Затем работал в Первой государственной студии Передвижного театра. С 1930 года трудился в театре имени Ленинского комсомола. С 1941 по 1949 годы работал главным режиссёром. В годы блокады продолжал работу в театре, имел воинское звание капитан административной службы. 
С 1953 по 1955 годы - режиссёр Ленинградского театра Комедии, а затем Ленинградского областного гастрольного театра. Режиссёрские работы Чежегова отличались яркой публицистичностью, политической остротой, масштабностью образов.
Проживал в Ленинграде. Умер 30 января 1965 года.

## Награды
- Заслуженный деятель искусств РСФСР (22.06.1957).
- Медаль «За оборону Ленинграда»
- Орден Знак Почёта (11.03.1939).

## Театральная работа
Автор пьес:
- «Здравствуй, племя молодое»,
- «Рождение героя».

Режиссёрские работы:
- "Мышеловка" Болотова (1929, Передвижной театр);

в Ленкоме:
- "Последние" (1936),
- "Человек с ружьём" (1938);
- "Фельдмаршал Кутузов" Соловьёва (1940),
- "Машенька" (1941),
- "Русские люди" (1942),
- "Любовь Яровая" (1943),
- "Последняя жертва" (1945, совместно с З. Юдкевичем);
- "Два капитана" Каверина и Юдкевича (1948, совместно с Юдкевичем);

в Областном гастрольном театре:
- "Васса Железнова" (1952),
- "Таня" Арбузова (1953);

в театре Комедии: 
- "Вишнёвый сад" (1954),
- "Профессия миссис Уоррен" Шоу (1957, совместно с Н. П. Акимовым).